# Play the Blues: Live from Jazz at Lincoln Center
Play the Blues: Live from Jazz at Lincoln Center ist ein Livealbum, das in Zusammenarbeit des britischen Rockmusikers Eric Clapton mit dem US-amerikanischen Jazztrompeter Wynton Marsalis entstand. Es erschien im September 2011 bei dem Label Reprise.

## Hintergrund
Für einige Konzerte, die die beiden befreundeten Musiker an drei Tagen im April 2011 im New Yorker Rose Theater gaben, entschieden sie sich, in der Instrumentierung zu spielen, die 1923 die Creole Jazz Band von King Oliver hatte, und diese um Klavier und Gitarre zu ergänzen, da diese Band mit Nummern wie dem Dippermouth Blues den Blues im Zentrum des Jazz verankert habe. Clapton wählte Stücke aus, die Louis Armstrong, Howlin’ Wolf, Memphis Minnie und Bessie Smith einst gespielt hatten; sie wurden nun von Marsalis im Stil des New-Orleans-Jazz arrangiert; zusätzlich wurde auf Wunsch des Bassisten der Band Layla ins Repertoire aufgenommen und als Trauermarsch interpretiert.

## Titelliste
1. Ice Cream (Howard E. Johnson, Robert A. K. King, Billy Moll) – 7:38
2. Forty-Four (Chester Burnett) – 7:12
3. Joe Turner’s Blues (W. C. Handy, Walter Hirsch) – 7:47
4. The Last Time (Bill Ewing, Sara Martin) – 4:18
5. Careless Love (Handy, Martha E. Koenig, Spencer Williams) – 7:43
6. Kidman Blues (J. Mayo Williams) – 4:20
7. Layla (Clapton, Jim Gordon) – 9:08
8. Joliet Bound (Joe McCoy, Minnie McCoy) – 3:50
9. Just a Closer Walk with Thee (Traditional) – 12:20 mit Taj Mahal
10. Corrine, Corrina (Armetia Chatman, Mitchell Parish, J. Mayo Williams) – 10:21 mit Taj Mahal
11. Stagger Lee (Bonustrack DVD) Soloperformance von Taj Mahal[5]

## Rezeption
Marsalis habe, so der Kritiker des Focus, „die von Clapton vorgelegte Songauswahl zu einem hochgradig anspruchsvollen Gesamtkunstwerk aus beschwingt flanierendem New-Orleans-Jazz und schwer geschlagen hinterdreintrottendem Blues arrangiert.“ Allerdings wirke Claptons Gitarrenarbeit „in den Arrangements die meiste Zeit über wie ein Fremdkörper.“ Streckenweise wirkten sie sogar „schuljungenhaft verloren.“ Sein „musikalisches Vokabular“ reiche „schlicht nicht aus, um Substanzielles zu den jazzigen Dialogen des Abends beizusteuern.“ Auch Johannes Waechter kommt für die Süddeutsche Zeitung zu dem Ergebnis, dass das „ungewöhnliche“ Album zeige, „dass sich Clapton in dieser ungewohnten Umgebung wacker geschlagen hat – aber nicht immer mithalten konnte.“ Die beiden Protagonisten, Marsalis und Clapton, machten zudem den Eindruck wie „zwei musikalische Schwerstarbeiter, die sich ziemlich anstrengen müssen, um ein bisschen locker zu wirken.“
laut.de geht in seinem Verriss weiter: Das Album sei eine „Schlaftablette“, bei der klinisch „alles Erotische, Abseitige, die gesamte zerlumpte Pracht,“ die zum Blues und nach New Orleans gehöre, getilgt würde. Das Resultat sei „blütenweiße Bluesfabrik vom Reißbrett in roboterhaften Arrangements.“ Wie Marsalis raube auch Clapton den Stücken „im Ergebnis Ausstrahlung, statt sie zu transportieren.“ Nur an wenigen Stellen blitze „das zweifellos ausreichend vorhandene Charisma der tollen Band auf.“

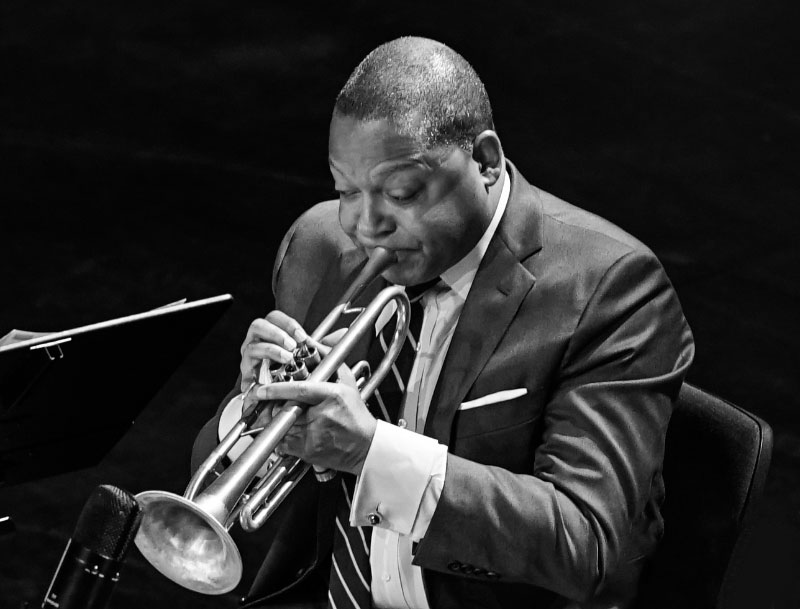
Wynton Marsalis (2020)

Die Musikwebsite Allmusic vergab hingegen vier von fünf möglichen Sternen. Kritiker Stephen Thomas Erlewine urteilte, man merke, dass hier Musiker die Musik spielten, die sie liebten und ihre Leidenschaft ansteckend sei. Daher sei es nicht schwer, dieses Album zu genießen. John Fordham von The Guardian gab ebenfalls vier von fünf Punkten: Hier werde zwar kein „herzzerreissender Blues“ gespielt, aber es handele sich um „glücklich ausgeführte und hingebungsvolle Interpretationen“. Auch Norbert Neugebauer von Rocktimes.de lobte: Das Album mache „Spaß, wenn man ein Faible für diese alte Musik hat, die hier aber in keiner Weise antiquiert, sondern sehr frisch klingt. Eine Top-Besetzung, in der weder Marsalis noch Clapton den Star geben und die auf hohem Niveau sehr gekonnt und lustvoll ›The Good Times‹ rollen lässt.“

## Besetzung
- Eric Clapton – Gesang, Gitarre
- Wynton Marsalis – Trompete
- Don Vappie – Banjo, Gitarre
- Taj Mahal – Gesang, Gitarre
- Dan Nimmer – Klavier
- Chris Stainton – Tasteninstrumente
- Carlos Henriquez – Bass
- Ali Jackson – Schlagzeug, Tamburin
- Marcus Printup – Trompete
- Victor Goines – Tenorsaxophon, Sopransaxophon, Klarinette, Bassklarinette
- Chris Crenshaw – Posaune, Gesang bei Joliet Bound

## Chartplatzierungen
Das Album belegte drei Jahre lang Platz eins der Top-Blues-Alben-Charts von Billboard sowie für einen Monat Platz eins der deutschen Jazzcharts. Es erreichte Platz acht der deutschen Albumcharts und blieb insgesamt fünf Wochen in den Charts. In Österreich und der Schweiz platzierte sich das Album auf den Rängen elf und 18. Im Vereinigten Königreich positionierte sich das Album auf Rang 40 der britischen Albumcharts. In den Vereinigten Staaten erreichte das Album Platz 31 der Billboard 200 und Platz zwölf der Top-Rock-Albums-Charts. Das Album wurde mehrfach zertifiziert, erreichte in Deutschland Platin-Status und gewann einen ECHO Jazz als „Bestseller des Jahres“.

## Auszeichnungen für Musikverkäufe

### Album
Die Albumversion zu Play the Blues: Live from Jazz at Lincoln Center erhielt unter anderem eine dreifache Goldene Schallplatte (Jazz-Award) für 30.000 verkaufte Einheiten in Deutschland im Jahr 2015. Das Album zählt damit zu den meistverkauften Jazzalben in Deutschland. Weltweit verkaufte sich das Album über 165.000 Mal und erhielt zwei Goldene sowie drei Platin-Schallplatten.
| Land/Region               | Auszeichnungen für Musikverkäufe (Land/Region, Auszeichnung, Verkäufe) | Verkäufe |
| ------------------------- | ---------------------------------------------------------------------- | -------- |
| Brasilien (PMB)           | Gold                                                                   | 20.000   |
| Deutschland (BVMI)        | 3× Gold                                                                | 30.000   |
| Polen (ZPAV)              | 2× Platin                                                              | 40.000   |
| Vereinigte Staaten (RIAA) | —                                                                      | 75.000   |
| Insgesamt                 | 2× Gold · 3× Platin ·                                                  | 165.000  |

Hauptartikel: Eric Clapton/Auszeichnungen für Musikverkäufe

### Video
| Land/Region     | Auszeichnungen für Musikverkäufe (Land/Region, Auszeichnung, Verkäufe) | Verkäufe |
| --------------- | ---------------------------------------------------------------------- | -------- |
| Brasilien (PMB) | Platin                                                                 | 30.000   |
| Insgesamt       | 1× Platin ·                                                            | 30.000   |

Hauptartikel: Eric Clapton/Auszeichnungen für Musikverkäufe